# Copa dos Campeões do Brasil de 1978
A Copa dos Campeões do Brasil ou Copa dos Campeões da Copa Brasil, ainda chamado de Torneio dos Campeões, foi uma competição de futebol oficial organizada pela CBD (atual CBF), em 1978.

## História
O torneio foi realizado em agosto de 1978 e disputado por três dos primeiros campeões brasileiros a partir de 1971: Atlético Mineiro (1971), Vasco (1974) e São Paulo (1977). A final foi transmitida pela TV Globo, com Carlos Valadares na narração.
Com a primeira Copa dos Campeões, a CBD almejava aumentar as rendas dos grandes clubes e inserir no calendário oficial um segundo torneio de caráter nacional.
O Guarani desistiu de participar antes mesmo de se sagrar campeão do Campeonato Brasileiro de 1978, para facilitar a organização da tabela, já que, caso ele fosse campeão brasileiro, seriam necessárias mais datas para a competição, e o Campeonato Paulista começaria uma semana depois da decisão do Brasileiro. O Palmeiras (1972 e 1973), alegando cansaço de seus jogadores, também acabou desistindo. Ricardo Schuff, presidente do Guarani, chegou a garantir que seu clube disputaria o torneio no lugar do Palmeiras, mas acabou desistindo da ideia ao não conseguir adiar sua estreia pelo Paulistão, já que a partida estava prevista para a Loteria Esportiva. O clube de Campinas, já campeão brasileiro, também alegou cansaço dos atletas. Já o Internacional (1975 e 1976) foi excluído por decisão da CBD.
Assim, a CBD promoveu uma semifinal em jogos de ida e volta, enquanto o São Paulo, campeão mais recente entre os três, chegou à final sem precisar jogar. Foi disputado em 3 datas: 15, 20 e 22 de agosto. O vencedor da semifinal faria a final em casa, em jogo único, com prorrogação e decisão por pênaltis, caso o empate permanecesse. O Atlético Mineiro ficou com o título, após eliminar o Vasco (em Belo Horizonte, vitória atleticana por 2 a 1; no Rio de Janeiro, empate de 1 a 1) e bater o São Paulo nos pênaltis (por 4 a 2, depois de um empate sem gols), vencendo seu terceiro título nacional, que sucede as conquistas de 1937 e 1971 do Brasileirão. Marinho converteu a penalidade que definiu o destino da taça. José Roberto Wright foi o árbitro da final, que contou com público de mais de 19 mil.
O jogo de entrega das faixas e do troféu do Torneio dos Campeões da Copa Brasil ocorreu num amistoso no Estadio do Mineirão contra o Fluminense..
Foi a segunda decisão entre Atlético e São Paulo em 1978: em 5 de março, também em penalidades após um empate de 0 a 0 no Mineirão, os clubes decidiram o nacional referente ao ano anterior, o Brasileiro de 1977. Neste, porém, o sucesso foi do clube paulista, que venceu nos penais por 3 a 2, diante de mais de 100 mil pessoas. Inclusive, durante a penalidade de Chicão, pela Copa dos Campeões, ouviu-se forte vaia vinda da torcida atleticana ao volante são paulino, seguida por forte comemoração pela defesa do goleiro João Leite, o que chamou a atenção do Globo Esporte da época. O motivo é que Chicão fora algoz nesta primeira final nacional: além de ter sido considerado o melhor jogador em campo (em que pese também tenha perdido sua cobrança), foi acusado de quebrar, propositalmente, a perna do atleticano Ângelo. Em conta do ocorrido, ganhou a antipatia da torcida atleticana, que só seria desfeita quando ele se transferiu ao próprio Atlético e tornou-se colega de Ângelo, já em 1980.
Conforme o Jornal do Brasil, para a estreia, Atlético e Vasco sofriam, cada um, com a falta de quatro titulares. Mussula, ex-goleiro do Galo, dirigia a equipe de BH interinamente, após a demissão de Barbatana. O jornal também aponta que o torneio era "considerado ainda em fase experimental", e que apesar das restrições, os dirigentes atleticanos acreditavam que o primeiro jogo poderia render meio milhão de cruzeiros, com a ajuda da data ser feriado religioso.
O time mineiro só voltaria a ser campeão nacional 36 anos depois, ao ganhar a Copa do Brasil de 2014 (desconsiderando a Série B de 2006).
Foi a segunda vez que o Galo tornou-se "campeão dos campeões" (os jogadores usaram uma faixa com essa expressão), sendo a primeira quando da conquista do Torneio dos Campeões de 1937, competição da extinta FBF entre campeões estaduais. Esta foi homologada, pela CBF, como Campeonato Brasileiro, em 2023. O Atlético não fez mesmo pedido em relação à conquista de 1978.
Jogada após o Campeonato Brasileiro de 1978, que terminou em 13 de agosto, a Copa dos Campeões do Brasil foi a penúltima competição da CBD, que em 1979 seria sucedida pela Confederação Brasileira de Futebol (CBF), em meio ao Brasileirão daquele ano. Assim, o Atlético-MG foi o último campeão nacional sob a jurisdição da CBD.
Em 1982, a CBF organizou o seu Torneio dos Campeões. Neste, as listas de vencedores da Taça Brasil (1959 a 1968) e do Torneio Roberto Gomes Pedrosa/Taça de Prata (1967 a 1970), disputas que futuramente seriam unificadas ao Brasileirão (em 2010, pela CBF), também foram consideradas como critério. Ao contrário do torneio de 1978, quase todos os clubes do rol de campeões fizeram presença; o único desistente foi o Flamengo.

## Participantes
| Clube            | Classificação (nome do Campeonato Brasileiro na época)                   | Estado |
| ---------------- | ------------------------------------------------------------------------ | ------ |
| Atlético Mineiro | Campeão do Campeonato Brasileiro de 1971 (Campeonato Nacional de Clubes) | MG     |
| Vasco da Gama    | Campeão do Campeonato Brasileiro de 1974 (Campeonato Nacional de Clubes) | RJ     |
| São Paulo        | Campeão do Campeonato Brasileiro de 1977 (Copa Brasil)                   | SP     |

## Jogos

### Semifinais
| 15 de agosto de 1978 | Atlético Mineiro               | 2–1 | Vasco da Gama | Mineirão, Belo Horizonte (MG) Público: 16 280 pagantes Árbitro: Oscar Scolfaro |
|                      | Fernando 26' (C) · Danival 63' |     | Dirceu 21'    |                                                                                |

- Atlético Mineiro: Sérgio Biônico; Alves, Modesto, Márcio e Hilton Brunis; Toninho Cerezo, Danival e Paulo Isidoro; Serginho, Jorge Campos (Marcinho) e Ziza. Técnico: Mussula.
- Vasco da Gama: Mazaropi; Orlando Lelé, Fernando, Gaúcho e Marco Antônio; Helinho, Guina (Paulo Roberto) e Dirceu; Wilsinho, Roberto Dinamite e Paulinho. Técnico: Orlando Fantoni.

| 20 de agosto de 1978 | Vasco da Gama | 1–1 | Atlético Mineiro | Maracanã, Rio de Janeiro (RJ) Público: 11 896 pagantes Árbitro: José Favilli Neto |
|                      | Guina 38'     |     | Ziza 50' (P)     |                                                                                   |

- Vasco da Gama: Mazaropi; Orlando Lelé, Abel, Gaúcho e Marco Antônio; Helinho, Guina e Dirceu; Wilsinho, Paulinho e Ramón (Paulo Roberto). Técnico: Orlando Fantoni.
- Atlético Mineiro: João Leite; Alves, Modesto, Márcio e Hilton Brunis; Toninho Cerezo, Danival e Paulo Isidoro; Serginho (Marinho), Jorge Campos e Ziza (Marcinho). Técnico: Mussula.

### Final
| 22 de agosto de 1978 | Atlético Mineiro | 0–0 | São Paulo | Mineirão, Belo Horizonte (MG) Público: 19 535 pagantes Árbitro: José Roberto Wright |
|                      |                  |     |           |                                                                                     |

|                                   |     | Penalidades                    |  |
| Ziza Alves Toninho Cerezo Marinho | 4–2 | Bezerra Chicão Zé Sérgio Viana |  |

- Atlético Mineiro: João Leite; Alves, Modesto, Márcio e Hilton Brunis; Toninho Cerezo, Danival e Paulo Isidoro; Serginho (Marcinho), Jorge Campos (Marinho) e Ziza. Técnico: Mussula.
- São Paulo: Waldir Peres; Getúlio, Estevam Soares, Bezerra e Antenor; Chicão, Tecão e Viana; Edu Bala (Armando), Milton (Müller) e Zé Sérgio. Técnico: Rubens Minelli.

## Tabela
| Time                   | Pts | J | V | E | D | GP | GC | SG |
| ---------------------- | --- | - | - | - | - | -- | -- | -- |
| Finalistas             |     |   |   |   |   |    |    |    |
| Atlético Mineiro       | 4   | 3 | 1 | 2 | 0 | 3  | 2  | 1  |
| São Paulo              | 1   | 1 | 0 | 1 | 0 | 0  | 0  | 0  |
| Eliminado na semifinal |     |   |   |   |   |    |    |    |
| Vasco da Gama          | 1   | 2 | 0 | 1 | 1 | 2  | 3  | -1 |

## Premiação
| Copa dos Campeões 1978   |
| ------------------------ |
| Atlético Mineiro Campeão |

## Fonte
REVISTA PLACAR Nº436 Setembro/1978 - 1º Campeão dos Campeões - Editora Abril